# Hr. Bjørn
Hr. Bjørn (Mr. Bear) er en fiktiv figur, der optræder i tv-serien Timon og Pumba. 
Som navnet indikerer er han en bjørn og i dette tilfælde en stor Brun Bjørn af slagsen. Han prøver ofte at forsøge sig med en form for aktivitet, men Timon og Pumba blander sig (ofte utilsigtet). Han har et meget stort temperament med en meget kort lunte, og det fører ham af og til at bruge fysik vold mod duoen, især Timon. 
Der kan nævnes eksempler på engang hvor de solgte ham en bil, der ikke fungerede og gav ham en burgermenu med nødder i selvom han ikke havde bestilt det. 
Han optræder i afsnittene: "Jailhouse Shock", "Ready, Aim, Fire," "Stay Away From My Honey," "Dapper Duck Burgers," "Don't Wake The Neighbear," "It Runs Good," "Slalom Problem," og "Ice Escapades." På engelsk bliver han stemmelagt af Jim Cummings og på dansk bruger dubberen Peter Zhelder sin svage udgave af sin stemme på at tilføre Bjørnen en truende og knurrende stemme.